# Magnus Dyrssen

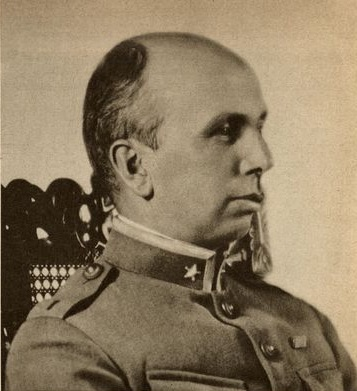
Magnus Dyrssen (1894-1940).

Magnus (Manne) Peder Wilhelm Dyrssen, född 18 maj 1894 i Karlskrona, död 1 mars 1940 vid Märkäjärvi, var en svensk överstelöjtnant och frivilligsoldat. 

## Biografi
Dyrssen var son till Wilhelm Dyrssen och Lizinka af Ugglas och bror till Gustaf Dyrssen. Han blev underlöjtnant vid Svea artilleriregemente (A 1) 1915. Efter studier på Krigshögskolan blev han kapten vid generalstaben 1929, därefter tjänstgjorde han som adjutant hos generalstabens chef. År 1932 blev han batterichef vid Svea artilleriregemente. År 1935 blev han lärare vid Krigshögskolan och var en kortare tid tillförordnad chef för högskolan. 
Dyrssen studerade Finlands försvarsmöjligheter och gjorde långa skidresor längs gränsen till Sovjetunionen. I sin undervisning kom han också att betona Sveriges och Finlands militärpolitiska samhörighet. Överstelöjtnant Dyrssen var med vid bildandet av Finlandskommittén, tillsammans med Carl August Ehrensvärd och Viking Tamm, och tillhörde initiativtagarna till Svenska frivilligkåren, Svenska brigadens efterföljare. Han organiserade också kårens första grupp, I. gruppen, som han också blev chef över. I väntan på Svenska frivilligkårens chef Ernst Linder fungerade han som chef med kapten Malcolm Murray och löjtnant Per-Hjalmar Bauer vid sin sida. 

Dyrssen var den förste att stupa av Svenska frivilligkårens medlemmar. Hans död gav upphov till misstänksamhet och ogrundade rykten om att allt inte gått rätt till. Den 22 mars avtäcktes på den plats Dyrssen stupat en minnessten. Han begravdes på Kungsängens kyrkogård; gravplatsen för honom anges "Föll 1/3 1940 vid Märkäjärvi för Nordens frihet". Hans namn återfinns också på den andra minnesstenen vid Märkäjärvi tillsammans med fem andra svenska namn. Även på slottskapellet på Karlbergs slott finns hans namn.

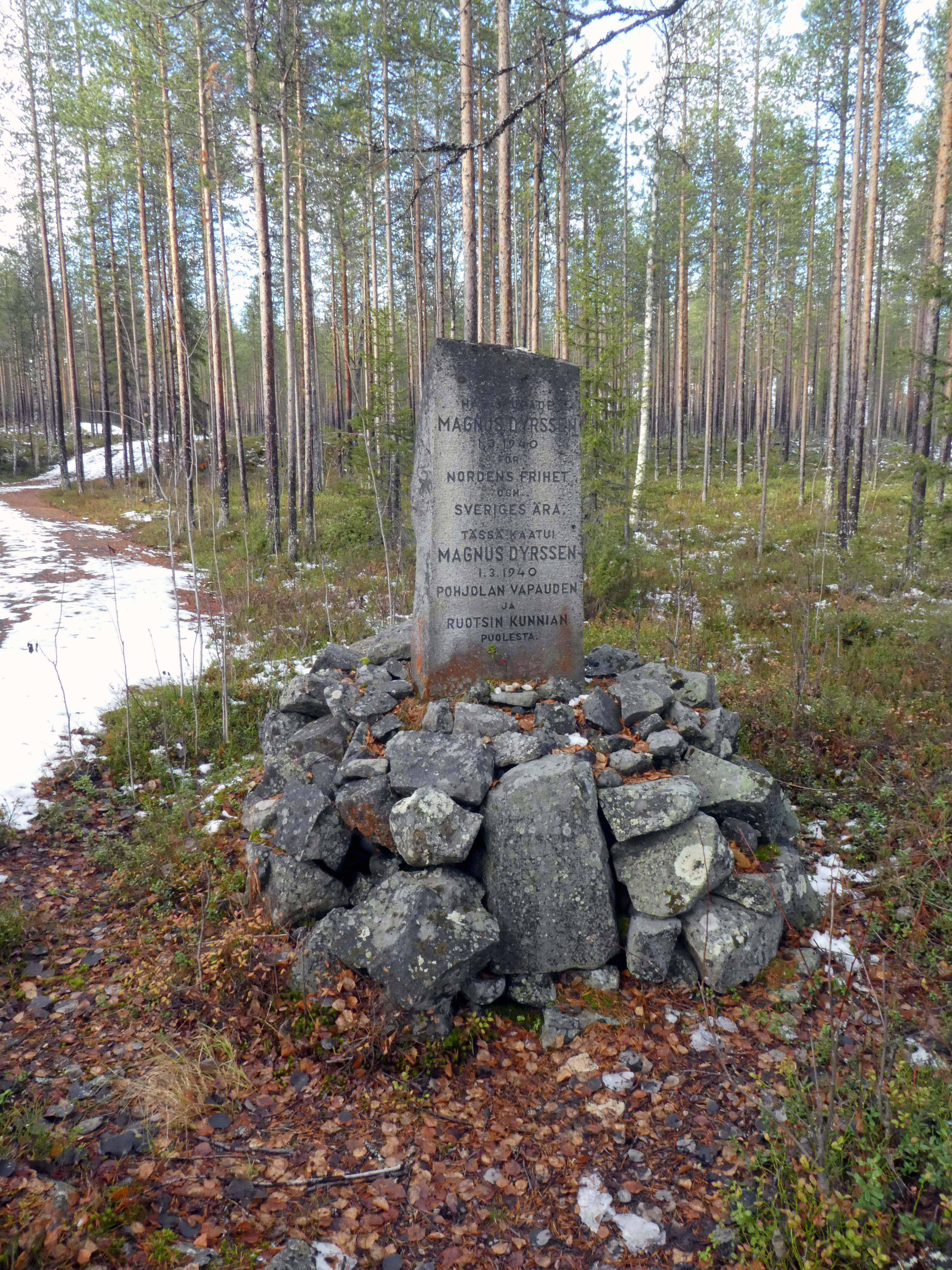
Minnessten i Märkäjärvi, Finland, över Magnus Dyrssen.